# Sadová (Brno)
Sadová – miejska i katastralna części Brna, o powierzchni 282,13 ha. Leży na terenie gminy katastralnej Brno-Královo Pole.